# Лоруп
Лоруп (њем. Lorup) насеље јено место у њемачкој савезној држави Доња Саксонија. Једно је од 60 општинских средишта округа Емсланд. Посједује регионалну шифру (AGS) 3454033.

## Географски и демографски подаци
Место се налази на надморској висини од 30 метара. Површина општине износи 51,2 km². У самом мјесту је, према процјени из 2010. године, живјело 3.062 становника. Просјечна густина становништва износи 60 становника/km².